# I perseguitati
I perseguitati (The Juggler) è un film statunitense del 1953 diretto da Edward Dmytryk.

## Trama
Hans Muller, ebreo tedesco, è un celebre prestigiatore sopravvissuto all'olocausto. Durante la persecuzione nazista ha perso la moglie e i figli; il suo stesso sistema nervoso è rimasto segnato dalle privazioni e dalle sofferenze inflittegli. Nel 1949 arriva in Palestina via mare, dove viene accolto in un campo profughi.

Quando viene sottoposto a un controllo, pensando di essere ancora sotto il nazismo, fugge terrorizzato, un agente della polizia locale nota l'uomo che vaga senza meta e gli chiede i documenti, Hans disperato ha una colluttazione con l'agente e ha la meglio, lasciando il poliziotto esanime a terra; credendo di averlo ucciso, si dà alla fuga cercando di arrivare alla frontiera. Sfinito, cade addormentato in un bosco: qui incontra Yehoshua, un piccolo orfano con il quale fa amicizia. Lungo la strada, i due vengono colpiti dall'esplosione di una mina e sono costretti a fermarsi in un kibbutz: Yehoshua ha una gamba rotta e di lui si prende cura Ya'El, una ragazza che comprende i problemi di Hans e cerca di infondergli fiducia nel futuro. Tra Hans e Ya'El nasce un sentimento, ma ben presto la polizia torna sulle sue tracce. Hans vorrebbe di nuovo fuggire e minaccia di uccidersi, ma Ya'El gli consiglia di costituirsi. Gli agenti, rendendosi conto delle sue condizioni, non infieriscono su di lui e Hans potrà rifarsi una vita insieme alla ragazza.